# Банк DBS
DBS Bank Limited, відомий як DBS, є сінгапурською багатонаціональною банківською та фінансовою корпорацією зі штаб-квартирою у фінансовому центрі Маріна-Бей в Сінгапурі. 
Раніше банк був відомий як The Development Bank of Singapore Limited, від якого походить «DBS», до того, як 21 липня 2003 року було прийнято нинішню скорочену назву, щоб відобразити його роль як глобального банку.  Разом з OCBC Bank та United Overseas Bank (UOB) він входить до «Великої трійці» банків Сінгапуру.